# Thorne
Thorne je priimek več oseb:
- Gordon Calthrop Thorne, britanski general
- Augustus Francis Andrew Nicol Thorne, britanski general
- Kip Stephen Thorne (*1940), ameriški fizik, astrofizik, kozmolog in nobelovec
- Larry Thorne
- Leslie Thorne